# Cheratolisi puntata
Per cheratolisi puntata in campo medico si intende quella infezione batterica acuta riguardante gli strati superficiali della cute, soprattutto la zona dell'avampiede.

## Eziologia
La causa è riconducibile nella maggior parte dei casi a: eccessiva sudorazione dei piedi e alla conseguente macerazione cutanea che ne deriva. In tale condizione sarà favorita un'alterazione del microbioma cutaneo, con un aumento di batteri come Corynebacterium keratolyticum, Kytococcus sedentarius, actinomyces keratolytica. L'attività di questi batteri causano uno sfaldamento dello strato corneo della cute.

## Sintomatologia
Fra i sintomi e i segni clinici si riscontrano la comparsa nella zona specifica di una cute macerata e biancastra, con una notevole quantità di depressioni puntiformi, cattivo odore, bruciore.

## Terapie
Il trattamento è antibiotico, gli antiobitici topici risultano assolutamente sufficienti. 

### Prevenzione
Per ridurre i fattori che predispongono a tale infezione, bisogna migliorare l'igiene e utilizzare indumenti non occlusivi.